# Paralovo (Bosilegrad)
Paralovo (Servisch cyrillisch Паралово) is een plaats in de Servische gemeente Bosilegrad. De plaats telt 133 inwoners (2002).